# Wang Youcai
Wang Youcai (cinese: 王有才; 29 giugno 1966) è un attivista cinese del Movimento democratico cinese.

## Biografia
Fu uno dei leader studenteschi della protesta di piazza Tiananmen (aprile-giugno 1989). Diplomato presso l'Università di Pechino, fu arrestato nel 1989 e condannato nel 1991 con l'accusa di aver "cospirato per rovesciare il Governo cinese".
Il 25 giugno 1998 con alcuni colleghi costituì il Partito democratico cinese che fu subito dichiarato illegale dal governo cinese ed a dicembre Wang Youcai fu condannato ad 11 anni di prigione per sovversione. Grazie alle pressioni politiche internazionali intervenute in suo favore, fu condannato all'esilio nel 2004 ed inviato negli Stati Uniti.
È stato *visiting scholar* al Fairbank Center dell'Università di Harvard per un anno.
Ha conseguito il suo master presso l'Università dell'Illinois all'Urbana-Champaign nel 2006 ed ora studia per il Ph.D in fisica.
Oggi fa parte del Chinese Constitutional Democratic Transition Research ed uno dei membri del Coordinative Service Platform of China Democracy Party.